# Ндивени, Майкл
Майкл Нкобиле Ндивени (англ. Michael Nqobile Ndiweni; родился 2 декабря 2003, Ньюкасл-апон-Тайн) — английский футболист, нападающий клуба «Ашингтон».

## Клубная карьера
Ндивени присоединился к футбольной академии клуба «Ньюкасл Юнайтед» в возрасте 12 лет. Летом 2022 года подписал с клубом профессиональный контракт. 25 ноября 2023 года дебютировал в основном составе «сорок», выйдя на замену в матче Премьер-лиги против «Челси».

## Личная жизнь
Родился в Ньюкасл-апон-Тайне в семье выходцев из Зимбабве. Его отец работает тренером в футбольной академии «Ньюкасл Юнайтед», а брат Райан также играет за академию клуба.